# Бронницкое сельское поселение
Бронницкое сельское поселение — муниципальное образование в Новгородском муниципальном районе Новгородской области России.
Административный центр — село Бронница. Численность постоянного населения на 1 января 2011 года — 4461 человек.

## География
Территория сельского поселения расположена в центре Новгородской области. Площадь территории поселения — 70 910 га. По территории сельского поселения протекает река Мста.

## История
Бронницкое сельское поселение было образовано в соответствии с законом Новгородской области от 11 ноября 2005 года № 559-ОЗ.

## Население
| 2010  | 2012  | 2013  | 2014  | 2015  | 2016  | 2017  |
| ----- | ----- | ----- | ----- | ----- | ----- | ----- |
| 3747  | ↗3996 | ↗4275 | ↗4412 | ↘4210 | ↗4245 | ↗4355 |
| 2021  |       |       |       |       |       |       |
| ↘4207 |       |       |       |       |       |       |

## Состав сельского поселения
| №  | Населённый пункт | Тип населённого пункта       | Население |
| -- | ---------------- | ---------------------------- | --------- |
| 1  | Белая Гора       | деревня                      | 343       |
| 2  | Большие Дорки    | деревня                      | 23        |
| 3  | Большое Лучно    | деревня                      | 48        |
| 4  | Бронница         | село, административный центр | 2627      |
| 5  | Войцы            | деревня                      | 16        |
| 6  | Глебово          | деревня                      | 32        |
| 7  | Дубровка         | деревня                      | 34        |
| 8  | Локоток          | деревня                      | 1         |
| 9  | Малое Лучно      | деревня                      | 20        |
| 10 | Манкошево        | деревня                      | 2         |
| 11 | Наволок          | деревня                      | 25        |
| 12 | Новое Село       | деревня                      | 25        |
| 13 | Полосы           | деревня                      | 7         |
| 14 | Прилуки          | деревня                      | 77        |
| 15 | Русско           | деревня                      | 124       |
| 16 | Холынья          | деревня                      | 150       |
| 17 | Чавницы          | деревня                      | 72        |
| 18 | Частова          | деревня                      | 107       |
| 19 | Чурилово         | деревня                      | 14        |

## Экономика, здравоохранение и социальная сфера
На территории муниципального образования действуют:
- сельское хозяйство
Сельскохозяйственный производственный кооператив «Урожай»
Крестьянское хозяйство Пиреева И. И.
Крестьянское хозяйство Полякова В. Н.
Фермерское хозяйство Есиповича В. В.
- строительство
ООО «Мста»
- производство пиломатериалов
ООО «Старый зодчий»
- Почтовое отделение связи в селе Бронница
- социальная сфера
Бронницкая средняя общеобразовательная школа
Дошкольное образовательное учреждение ДОУ № 28
База отдыха «Аврора» в деревне Глебово
Сельская библиотека
Историко-этнографический музей в деревне Наволок
Музей «Земля Бронницкая»[12]
Физкультурно-оздоровительный центр
- здравоохранение
Врачебная амбулатория в Броннице
Фельдшерско-акушерские пункты в деревнях Прилуки, Белая Гора и Частова

Действуют
Церковь Спасо-Преображения в Броннице
Церковь Николая чудотворца в деревне Наволок